# Nullo
Un nullo o smoothie és un membre d'una subcultura de modificació corporal extrema formada majoritàriament per homes als quals se'ls han extirpat els genitals (i de vegades també els mugrons) quirúrgicament. Els nullos no són necessàriament transgènere; la majoria s'identifiquen com a eunucs.
El terme nullo és l'abreviatura de genital nullification (anul·lació genital). Encara que el procediment és sol·licitat principalment per homes, hi ha dones a les quals se'les extirpa la vagina, el clítoris, els mugrons i els pits de manera voluntària.
Un dels nullos més famosos és Mao Sugiyama, un artista japonès i activista asexual a qui l'any 2012 li van extirpar quirúrgicamente els genitals, els va cuinar, i els va servir als convidats que ho van pagar en un banquet públic. A Sugiyama, que fa servir el sobrenom «Ham Cybele», també es va treure els mugrons.